# Jüdischer Friedhof (Bad Soden)

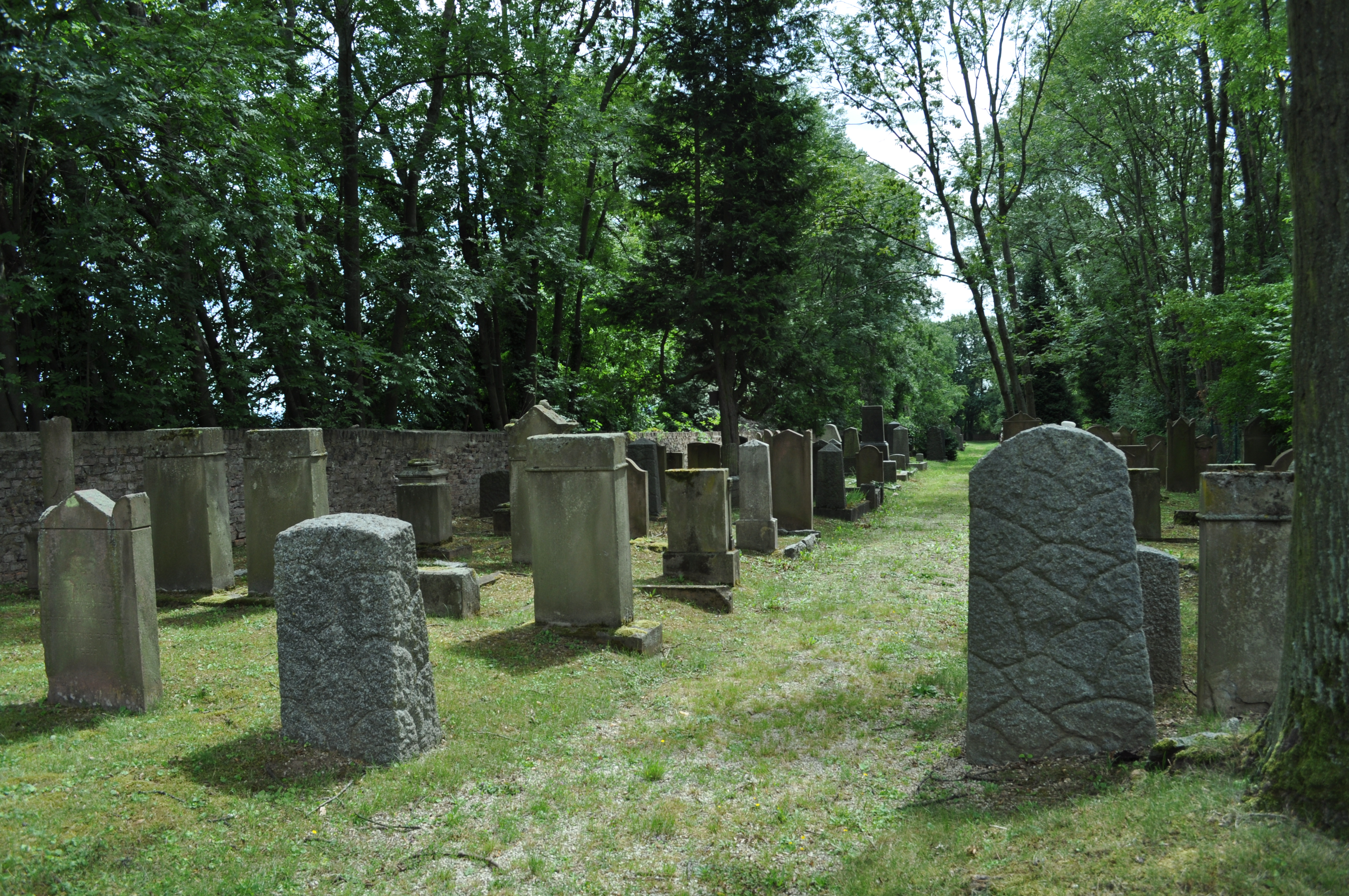
Friedhof

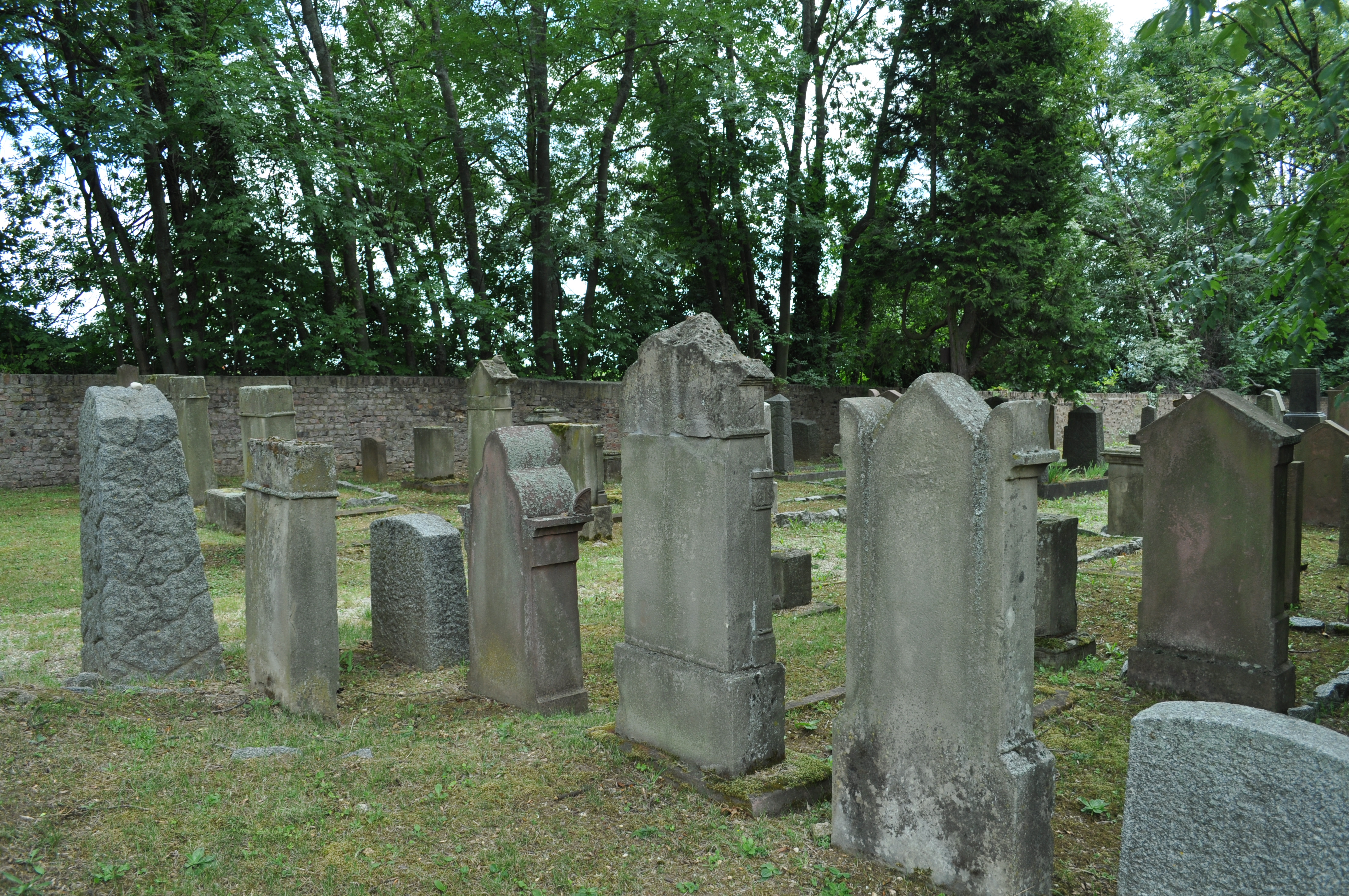
Grabstein

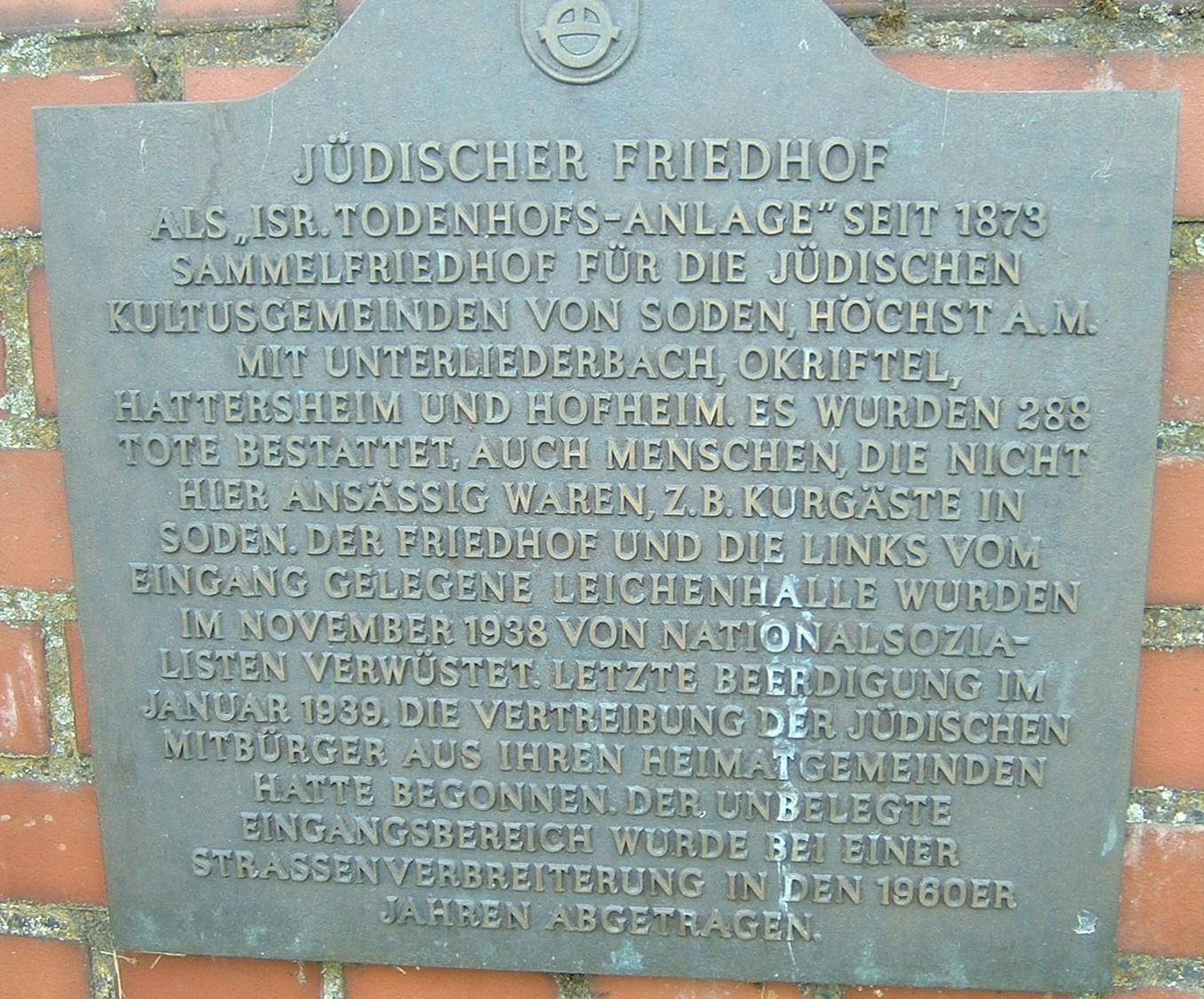
Gedenktafel

Der Jüdische Friedhof in Bad Soden am Taunus ist die Begräbnisstätte der ehemaligen jüdischen Gemeinde des Ortes.

## Geschichte
Bereits 1762 ist eine Synagoge in Bad Soden überliefert. Um 1780 wurde sie aufgegeben, nachdem das Minjan nicht mehr erreicht wurde. Mit dem Aufstieg Sodens als Kurort strömten auch Juden als Kurgäste in den Ort. Hierzu trug vor allem die Kuranstalt für arme Israeliten bei, die Baron Wilhelm Carl von Rothschild gegründet hatte. Der Wunsch nach Bildung einer eigenen Synagoge wurde aber 1835 abgelehnt. Die Gemeinde sei zu klein und für Kurgäste bedürfe es keiner Synagoge.
1847 wurde eine Synagoge in der Neugasse 2 eröffnet. Da weiterhin keine eigenständige Gemeinde bestand, war formell Lazarus Meyer Eigentümer. Die Juden Sodens waren Mitglieder der Niederhofheimer Gemeinde. Erst später im 19. Jahrhundert bildete sich eine eigene Sodener Gemeinde.
1873 wurde der alte jüdische Friedhof Niederhofheim geschlossen und der Jüdische Friedhof Bad Soden eröffnet. Er diente als Friedhof für die in Soden, Höchst mit Unterliederbach, Okriftel, Hattersheim und Hofheim lebenden Juden. Im Friedhofsverzeichnis sind 288 Namen verzeichnet. Neben den Angehörigen der lokalen jüdischen Gemeinden sind es viele Kurgäste oder Patienten der Israelitischen Kuranstalt in Soden. Später wurde eine Leichenhalle auf dem Friedhof errichtet. Diese wurde in den Novemberpogromen 1938 durch die Nationalsozialisten verwüstet. Die Friedhofsfläche beträgt 22,20 ar.
Der Friedhof wird heute durch die Zivilgemeinde gepflegt.